# تبی قیصرانی
تبی قیصرانی (به انگلیسی: Tibbi Qaisrani) یک روستا در پاکستان است که در ناحیه دیره غازی خان واقع شده‌است. تبی قیصرانی ۱۳۷ متر بالاتر از سطح دریا واقع شده‌است.